# Syandi
Syandi (nep. स्यांडि) – gaun wikas samiti w zachodniej części Nepalu w strefie Seti w dystrykcie Bajhang. Według nepalskiego spisu powszechnego z 2011 roku liczył on 777 gospodarstw domowych i 5573 mieszkańców (2866 kobiet i 2707 mężczyzn).